# Lupinenstraße

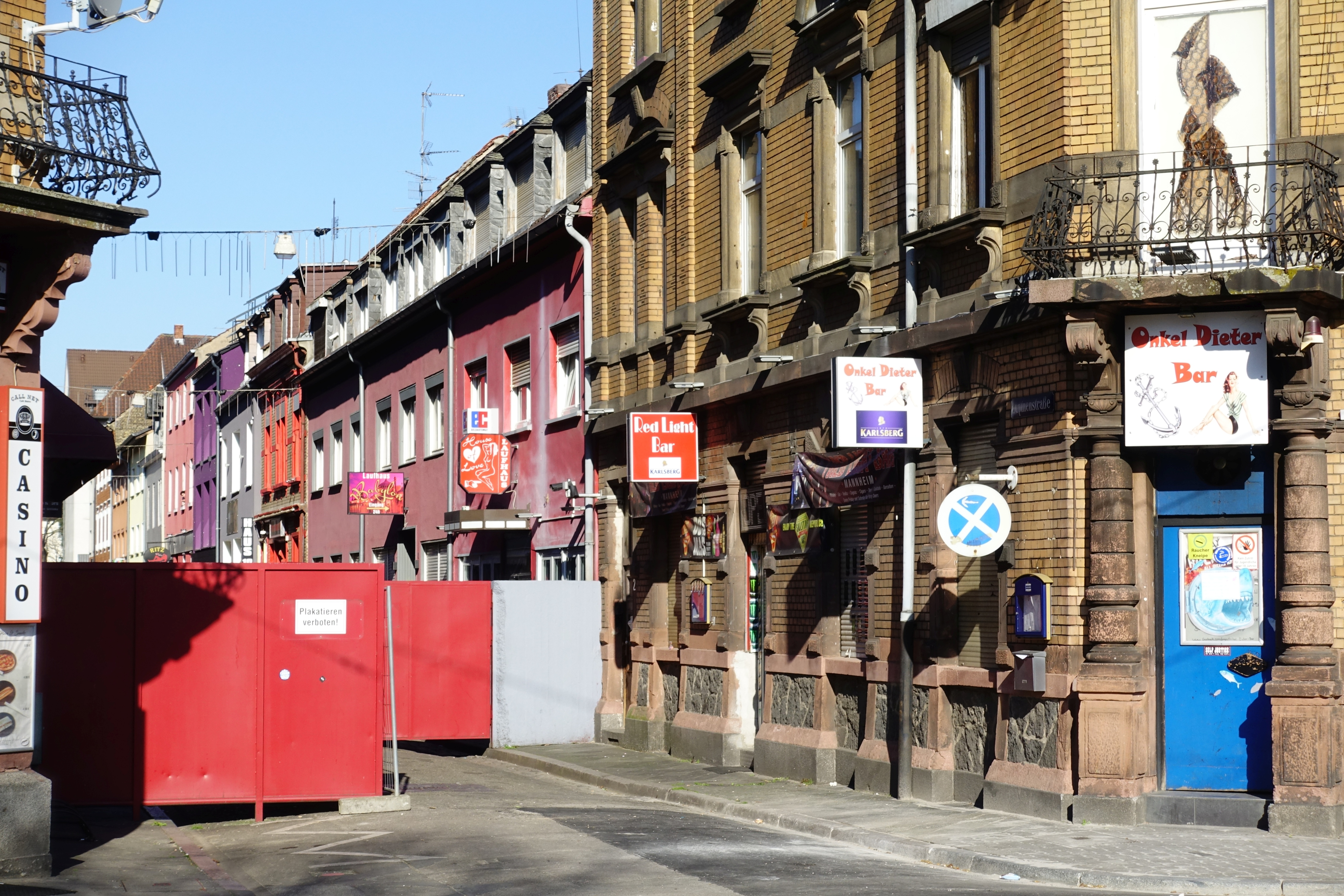
Ingang tot de Lupinenstraße

De Lupinenstraße (voorheen Gutemannstraße) is een voor minderjarigen niet-toegankelijke straat in de Duitse stad Mannheim met raamprostitutie (circa 120 tot 140 vrouwen). De straat telt 18 huizen.
De huidige Lupinenstraße was reeds voor en tijdens de Tweede Wereldoorlog een prostitutiebuurt. Toen heette de straat nog Gutemannstraße. Bij een bombardement op Mannheim in april 1943 werd de straat zwaar getroffen.
Om de prostitutie beheersbaar te houden, werd de straat in 1961 door de Gemeenteraad tot Sperrgebiet verklaard en hernoemd als Lupinenstraße.
De straatnaam is ontleend aan de plant Lupine, maar is tegelijk een toespeling op Lupa, zoals openlijke prostituees in het antieke Rome werden genoemd.